# Институт „Пастьор“
Институтът „Пастьор“ (на френски: Institut Pasteur) е френска частна нетърговска научна фондация, посветена на изследвания в областта на биологията, бактериологията, вирусологията, имунологията и молекулярната биология.
Организацията е наречена на своя основател и първи председател Луи Пастьор, който успешно разработва първия серум срещу бяс през 1885 година. Институтът е основан в Париж на 4 юни 1887 г. и официално започва работа на 14 ноември 1888 г.
В продължение на повече от столетие институт „Пастьор“ се налага като един от водещите фактори в борбата с инфекциозните, паразитните и имунните заболявания и като световен център за разработка на медикаменти и провеждане на биомедицински изследвания. Благодарение на открития, направени от учени от института през годините, съвременната медицина е в състояние да контролира и лекува такива опасни и смъртоносни в миналото заболявания като дифтерит, тетанус, туберкулоза, полиомиелит, грип, жълта треска, холера, хепатит Б. През 1983 година там е изолиран вирусът HIV, който причинява синдрома на придобитата имунна недостатъчност.
От 1908 година 8 действащи изследователи от института „Пастьор“ са били удостоени с Нобелова награда за физиология или медицина:
- 1907: Шарл Лаверан – за изследванията си върху протозоите, причинители на редица заболявания,
- 1908: Иля Мечников за изучаването на имунитета,
- 1928: Шарл Никол за работата си върху причинителя на тифа,
- 1965: Франсоа Жакоб, Андре Лвоф и Жак Моно за откритията на информационната РНК, рибозомите и механизмите за контрол на генната експресия.
- 2008: Люк Монтание и Франсоаз Бар-Синуси за откритиването на ретровируса Човешки имунодефицитен вирус (ХИВ), отговорен за Синдрома на придобита имунна недостатъчност (СПИН).

Носители на тази награда са още 2 учени, чиято кариера е свързана с института:
- 1919: Жул Борде за откриването на системата на комплемента като част от имунитета,
- 1957: Даниел Бове за откритието на синтетичните вещества антихистамини, блокиращи действието на биологичните амини.

През 2004 г. в международната мрежа от асоциирани членове на института е приет и Институтът по микробиология „Стефан Ангелов“ на БАН.